# Poker

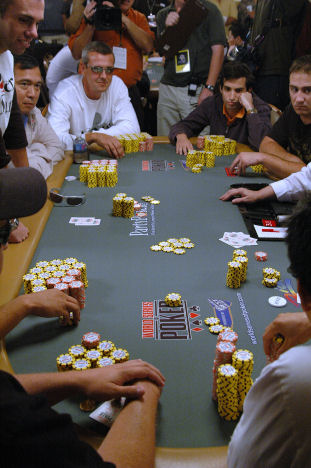

Poker – hazardowa gra karciana rozgrywana najczęściej 1 talią składającą się z 52 kart (choć możliwa jest także gra kilkoma taliami), której celem jest wygranie pieniędzy (lub żetonów w wersji sportowej) od pozostałych uczestników dzięki skompletowaniu najlepszego układu lub za pomocą tzw. blefu. Nie ma ograniczenia liczby graczy przy jednym stole, ale ze względów praktycznych nie gra się w więcej niż dziesięć osób. W pokera można grać również talią 24-kartową (od dziewiątek do asów, przy liczbie graczy do 4) lub 32-kartową (od siódemek).

## Historia
Historia pokera nie jest jednoznaczna. Jako pierwszy grę tę opisał Jonathan H. Green w 1834 roku w książce J. HIldretha z 1836 roku pod tytułem „Kampanie Dragoon do Gór Skalistych”. Dwa późniejsze dzieła literackie wskazują jednak, że gra mogła być znana jeszcze przed 1829 rokiem. Wspomnienia o pokerze w swoich zapiskach zawarł Jonathan H. Green (Przedstawienie sztuki i niedoli hazardu – 1843) oraz Joe Cowell (Trzydzieści lat wśród graczy z Anglii i Ameryki – 1844).
W 1864 roku pojawiają się pierwsze zapiski dotyczące Studa, czy też Stud-Horsa wymyślonego przez kowbojów i zaprezentowanego na terenach Ohio, Indiany i Illinois. Pierwszy w pełni oficjalny podręcznik pokera wydany został w roku 1904. Wtedy to R.F. Foster po zgromadzeniu informacji z posiadanych materiałów i wyników badań historycznych wydał dzieło pod tytułem Praktyczny Poker.
Pokerowych podwalin doszukiwać możemy się w niemieckiej grze Pochen, popularnej już w XV wieku. W kolejnych stuleciach trafiła ona do Francji gdzie znana była jako Poque, aby ostatecznie w mocno zmodyfikowanej wersji zdobyć sobie popularność na parowcach pływających wzdłuż Missisipi pod nazwą Poker. Tak naprawdę jednak nigdy nie dowiemy się, czy jej pomysłodawcy opierali zasady na wcześniej znanych grach, czy też stworzyli je od podstaw. Niektórzy badacze twierdzą, że w pokera grali Chińczycy, już ok. roku 900 n.e.; inni z kolei upatrują źródeł w hinduskiej grze ganjifa. Możliwe, że poker wywodzi się ze staroperskiej gry as nas, której reguły perscy żeglarze przekazali osadnikom francuskim w Nowym Orleanie.
Poker rozwijał się przez lata: grano coraz większą talią kart, wprowadzano nowe układy, a także pojawiały się nowe rodzaje gier, jak poker otwarty czy dobierany. W roku 1872 ambasador Stanów Zjednoczonych w Wielkiej Brytanii publicznie ogłosił zasady gry w pokera dobieranego. Osiem lat później pojawił się, obecnie najpopularniejszy rodzaj gry, tj. Texas Hold’em. W 1896 roku rozpoczęto wydawanie pierwszego magazynu poświęconego pokerowi zatytułowanego Poker Chips.
Historia pojawienia się automatów slotowych jest ściśle związana z historią pojawienia się wideo pokera. Początkowo wideo poker pojawił się w 1989 roku, po wyprodukowaniu automatu Card Bell. Był to automat pokerowy, grając na którym można było wygrać w kombinacjach pokerowych Strit, Kolor itp. Po integracji monitora, który był podobny do ekranu telewizora, automaty do wideo pokera zaczęły przynosić więcej zysków. Skutkiem tego w połowie lat 70. XX wieku pojawiła się pierwsza skomputeryzowana gra w wideo pokera. Nowoczesne automaty bardzo różnią się od tych pierwszych, dlatego są bardzo popularne we wszystkich kasynach świata.
Dziś poker jest jedną z najpopularniejszych gier karcianych. Telewizja transmituje turnieje pokerowe, a w Internecie wiele firm oferuje pokoje do gry w pokera online. W największej pokerowej imprezie świata – World Series of Poker w 2006 roku uczestniczyło 8773 graczy, a zwycięzca otrzymał 12 mln dolarów.
| Rok  | Zwycięzca / Zwycięska ręka | Nagroda ($) | Liczba uczestników | II miejsce / Przegrywająca ręka |
| ---- | -------------------------- | ----------- | ------------------ | ------------------------------- |
| 2006 | Jamie Gold Q♠ 9♣           | 12 000 000  | 8773               | Paul Wasicka 10♥ 10♠            |
| 2014 | Martin Jacobson 10♥ 10♦    | 10 000 000  | 6683               | Felix Stephensen A♥ 9♥          |
| 2008 | Peter Eastgate A♦ 5♠       | 9 152 416   | 6844               | Ivan Demidov 4♥ 2♥              |
| 2010 | Jonathan Duhamel A♠ J♥     | 8 944 310   | 7319               | John Racener K♦ 8♦              |
| 2011 | Pius Heinz A♠ K♣           | 8 715 638   | 6865               | Martin Staszko 10♣ 7♣           |

## Ogólne zasady gry
W niektórych odmianach pokera, aby otrzymać karty, należy uiścić stawkę wejściową (ante). W innych, jak w Texas Hold’em, obowiązek stawiania w ciemno ma dwóch kolejnych graczy po rozdającym (ang. dealer).
Uczestnicy gry otrzymują karty (w różnej ilości, w 
zależności od rodzaju gry) i ich zadaniem jest skompletowanie jak najsilniejszego układu. Po każdym rozdaniu kart gracze licytują wedle wartości swoich kart, mogą także blefować.
Gracze mają do dyspozycji sześć różnych zagrań:
- pas (ang. fold) – rzucenie kart – równoznaczne z rezygnacją z dalszej gry w danym rozdaniu. Gracz traci wszystkie żetony, które postawił w rozdaniu.
- czekanie (ang. check) – gracz nie przebija stawki ani nie pasuje, czekając na ruch innych graczy. Czekanie jest możliwe tylko wtedy, gdy stawka w danej rundzie licytacji nie została przebita.
- sprawdzenie (ang. call) – gracz wyrównuje do kwoty postawionej w danej rundzie przez innego gracza.
- postawienie (ang. bet) – jest to pierwsze postawienie zakładu w określonej rundzie.
- podbicie (ang. raise) – gracz przebija stawkę i zmusza innych zawodników do wyrównania, przebicia bądź spasowania. Po podbiciu inni gracze nie mogą wykonać ruchu czekanie[5].
- va banque (ang. all-in) – gracz kładzie do puli wszystkie posiadane przez siebie żetony, a w przypadku porażki traci je wszystkie i przerywa grę.

Istnieją różne rodzaje gry, w których ustalone są wysokości zakładów i podbić:
- fixed limit – stała wartość zakładu, np. 5 zł.
- pot limit – gracz może podbić stawkę o dowolną kwotę, nie większą niż wartość puli.
- no limit – gracz może podbić stawkę o dowolną kwotę, pod warunkiem iż dysponuje tą kwotą[5].

Zwycięzcą gry zostaje gracz lub gracze, którzy mają najwyższy układ kart w momencie wyłożenia układów. Jeżeli inni gracze spasują, a w grze pozostaje jeden zawodnik, zostaje on automatycznie zwycięzcą niezależnie od tego jaki układ kart posiadał (nie musi on pokazywać swoich kart).
- ręce startowe – dwie karty, które zawodnik otrzymuje na początku każdego rozdania. W przypadku, gdy ręce startowe to sąsiadujące ze sobą w numeracji karty tego samego koloru mówimy o nich tzw. suited cards, w przypadku gdy karty znajdują się obok siebie to: connectors.

## Starszeństwo układów kart
| Układ            | Nazwa angielska        | Przykład | Opis |
| ---------------- | ---------------------- | -------- | --- |
| Poker królewski  | Royal flush            |          | Poker złożony z kart od asa do dziesiątki, najwyższy możliwy układ w grze. |
| Poker            | Straight flush         |          | Strit w kolorze. Gdy kilku graczy ma podany układ, wygrywa gracz z wyższą wysoką kartą. |
| Kareta           | Four of a kind (Quads) |          | Cztery karty o tej samej wartości. Gdy kilku graczy ma podany układ, wygrywa gracz z mocniejszymi kartami, z których złożył układ. Gdy nadal nie można wyłonić zwycięzcy, decyduje wysoka karta. |
| Ful (także full) | Full house             |          | Układ składający się z trójki i pary. Gdy kilku graczy ma podany układ, wygrywa gracz z silniejszą trójką. |
| Kolor            | Flush                  |          | Pięć kart w tym samym kolorze, nienastępujących po sobie. Gdy kilku graczy ma podany układ, wygrywa układ z lepszą wysoką kartą. |
| Strit            | Straight               |          | Pięć kart następujących po sobie, przy czym co najmniej jedna musi być w innym kolorze. As może być zarówno najwyższą kartą (strit A-K-D-W-10), jak i najniższą (strit A-2-3-4-5), jednak zakazane jest tworzenie stritów, w których as ma podwójną rolę (np. K-A-2-3-4) – taki układ jest wtedy wysoką kartą. Wygrywa układ z silniejszą wysoką kartą. |
| Trójka           | Three of a kind        |          | Trzy karty tej samej wartości. Gdy kilku graczy ma podany układ, wygrywa gracz z mocniejszą wartością kart, z których ułożył trójkę. Gdy nadal nie można wyłonić zwycięzcy, decyduje wysoka karta. |
| Dwie pary        | Two pair               |          | Układ składający się z dwóch różnych par. Gdy kilku graczy ma podany układ, wygrywa gracz z mocniejszą starszą parą. Gdy starsze pary są takie same, o wygranej decyduje młodsza para. Gdy nadal nie można wyłonić zwycięzcy, decyduje wysoka karta. |
| Para             | One pair               |          | Dwie karty o takiej samej wartości. Gdy kilku graczy ma podany układ, wygrywa układ z silniejszą parą. Gdy pary są takie same, o wygranej decyduje wysoka karta. |
| Wysoka karta     | High card              |          | Każdy układ kart, który nie kwalifikuje się do powyższych układów (tzw. połamaniec). Gdy kilku graczy ma podany układ, wygrywa układ z najwyższą kolejną kartą. |

## Prawdopodobieństwa układów kart

### Tabela prawdopodobieństwa otrzymania danego układu z ręki
| Układ           | Liczba możliwych układów | Prawdopodobieństwo |
| --------------- | ------------------------ | ------------------ |
| poker królewski | 4                        | ok. 0,000154%      |
| poker           | 36                       | ok. 0,001385%      |
| kareta          | 624                      | ok. 0,024%         |
| full            | 3744                     | ok. 0,144%         |
| kolor           | 5108                     | ok. 0,197%         |
| strit           | 10 200                   | ok. 0,392%         |
| trójka          | 54 912                   | ok. 2,113%         |
| dwie pary       | 123 552                  | ok. 4,754%         |
| para            | 1 098 240                | ok. 42,257%        |
| wysoka karta    | 1 302 540                | ok. 50,118%        |

Liczba wszystkich możliwych układów kart wynosi 2 598 960.
Powyższa liczba możliwych układów – przy czym nie ma znaczenia kolejność, w jakiej grający otrzymuje karty od rozdającego – bierze się ze wzoru {\displaystyle {52 \choose 5}.}

### Przykład wyprowadzania wzoru
Liczba układów z dokładnie jedną parą: {\displaystyle 13\cdot {4 \choose 2}{12 \choose 3}{4 \choose 1}^{3},} gdyż by mieć dokładnie jedną parę (nie interesują nas wszystkie układy z jedną parą – tylko ten, gdzie mamy tylko parę) – należy mieć dwie karty ze zbioru 13 kompletów kart tej samej rangi – od dwójek do asów – przy czym nie interesuje nas, jakiego koloru są to karty. Trzy kolejne karty – nie mogą mieć tej samej rangi, co dwie poprzednie, dlatego muszą pochodzić ze zbioru 12 pozostałych kompletów – przy czym każda musi mieć inną rangę, każda jednak karta z każdej innej rangi może mieć dowolny kolor (stąd w zapisie wzoru 4·4·4 – można to również zapisać jako {\displaystyle {4 \choose 1}^{3}}).

### Liczba możliwych układów
Pozostałe układy:
- Poker królewski – specjalny rodzaj pokera (10, W, D, K, A) – w grze występują tylko cztery takie kombinacje, ze względu na cztery kolory kart.
{\displaystyle {4 \choose 1}=4}

- Poker – w każdym kolorze występuje 9 możliwości ułożenia pokera (liczba pokerów niekrólewskich).
{\displaystyle {10 \choose 1}{4 \choose 1}-{4 \choose 1}=36}

- Kareta – 13 – tyle jest układów karety, w każdym z tych układów piąta karta jest dowolna.
{\displaystyle {13 \choose 1}{4 \choose 4}{48 \choose 1}=624}

- Ful – układ składa się z trójki i pary. Możliwe są 52 trójki (13·4 – pierwsza część wzoru) oraz 12·6 par (druga część wzoru).
{\displaystyle {13 \choose 1}{4 \choose 3}{12 \choose 1}{4 \choose 2}=3\,744}

- Kolor – karty muszą być tego samego koloru – czyli ze zbioru 13 kart. Kolory są cztery stąd 4 po 1. Odejmujemy od tych kombinacji – 40 (bo tyle jest kombinacji pokerów) – bowiem poker też jest kolorem.
{\displaystyle {13 \choose 5}{4 \choose 1}-40=5\,108}

- Strit – biorąc pod uwagę starszeństwo kart – jest dziesięć kombinacji strita. Każda karta może być dowolnego koloru. Od tej liczby odejmujemy 40, bowiem każdy poker jest też stritem[9].
{\displaystyle {10 \choose 1}{4 \choose 1}^{5}-40=10\,200}

- Trójka – uzasadnienie wzoru analogiczne jak w przypadku jednej pary.
{\displaystyle {13 \choose 1}{4 \choose 3}{12 \choose 2}{4 \choose 1}^{2}=54\,912}

- Dwie pary – wybieramy cztery karty z dwóch różnych zbiorów takich samych kart. Wszystkich kombinacji dwóch par (nie licząc piątej dowolnej karty) jest 2808 – co jest uzasadnione tym, iż mając np. ułożyć dwie pary z 8 kart – czterech piątek i czterech szóstek – ułożymy 36 kombinacji – możemy bowiem z czterech piątek ułożyć 6 różnych par: pik trefl, pik karo, pik kier, trefl karo, trefl kier i kier karo. Analogicznie z szóstkami. A że dwie pary mogą być dowolne spośród zbioru 13 różnych (pod względem starszeństwa) kart – to daje 78 możliwości (łatwo sobie wyprowadzić te możliwości, dwie dwójki z dwiema trójkami, dwie dwójki z dwiema czwórkami itd., czyli (13·12):2 – bo układ 3322 i 2233 jest taki sam). Piąta karta musi być wylosowana z 11 grup kart (pod względem starszeństwa), nie z 13 – gdyż gdyby była tej samej rangi co dwie rangi występujące w parach – byłby Full House[9].
{\displaystyle {13 \choose 2}{4 \choose 2}^{2}{11 \choose 1}{4 \choose 1}=123\,552}

- Para – patrz dowód w „Przykład wyprowadzania wzoru”.
{\displaystyle {13 \choose 1}{4 \choose 2}{12 \choose 3}{4 \choose 1}^{3}=1\,098\,240}

- Wysoka karta – pierwsza część wzoru z nawiasu kwadratowego zakłada, że losujemy dowolne 5 kart z 13 ich rodzajów (pod względem starszeństwa) – wykluczając 10 kombinacji (kiedy karty są po kolei i występuje strit). Mając 5 kart, z których każda ma inną rangę i nie jest to strit – mamy pewność, iż na pewno nie będzie pary, dwóch par, trójki, fula, karety ani pokera (bo nie ma strita). Druga część wzoru traktuje o tym, iż każda z tych pięciu kart może być dowolnego koloru (stąd 4 do potęgi 5) – ale odrzucamy 4 warianty, kiedy cztery karty są tego samego koloru (odejmujemy 4) – gdyż gdyby były mielibyśmy Kolor. Możemy również inaczej policzyć liczbę układów „Najwyższej karty” – odejmując od wszystkich możliwych układów – wszystkie powyższe układy: parę, dwie pary, trójkę, strita, kolor, fula, karetę i pokera.
{\displaystyle \left[{13 \choose 5}-10\right](4^{5}-4)={52 \choose 5}-1\,296\,420=1\,302\,540} Aby obliczyć pokerowe oddsy i equity (czyli szanse na wygranie puli), musisz najpierw wiedzieć, ile outów potrzebujesz, aby skompletować swój układ. W typowych grach pokerowych są cztery karty o tej samej wartości i 13 w każdym kolorze. Istnieje jednak wiele różnych sposobów na obliczanie pokerowych oddsów w łatwiejszy sposób – zwłaszcza jeżeli jesteś początkującym – np. tabele pokazujące prawdopodobieństwo wystąpienia konkretnych układów w pokerze[10].

## Odmiany pokera
- Texas Hold’em (poker sportowy)
- Omaha (poker) (poker sportowy)
- Omaha High-Low (poker sportowy)
- Poker pięciokartowy dobierany
- 7 Card Stud
- 2-7 Draw (Triple lub Single Draw)(inne języki)
- Razz
- Badugi(inne języki)
- 6+ Shortdeck[11]